# فوسخود 2
فوسخود 2 (بالروسية: Восход-2)، وتعني حرفيًا الشروق 2، وهي مركبة فضائية سوفيتية مأهولة يتكون طاقمها من شخصين، بافيل بلياييف وأليكسي ليونوف، وكانت مزودةً بغرفة ضغط قابلة للنفخ. حققت هذه البعثة إنجازًا آخر في استكشاف الفضاء عندما أصبح أليكسي أول شخص يغادر المركبة الفضائية إلى الفضاء مرتديًا بدلة مخصصة لتنفيذ نشاط خارج المركبة لمدة 12 دقيقةً.

## الادعاءات بتزييف البرنامج الفضائي السوفيتي
نشرت مجلة العلوم والميكانيكا، عام 1966، عددًا خاصًا بعنوان «خدعة الفضاء الروسية: الدليل الموثق على تزييف البرنامج الفضائي السوفيتي». وادعى كاتب المقالة، لويد مالان، أن المقطع الخاص بليونوف خارج مركبة فوسخود 2 كان مزيفًا. «رُكب المشهد بالطباعة المزدوجة، ما يعني أن مقدمة المشهد (ليونوف) رُكبت على خلفية المشهد (الأرض بالأسفل). وغالبًا ما تُستخدم هذه الحيلة بواسطة أستوديوهات هوليوود لإنتاج بعض المؤثرات الخاصة. ولكن كانت تُنفذ بشكل أكثر إتقانًا؛ إذ يُظهر المقطع الروسي بعض الانعكاسات الناتجة عن اللوح الزجاجي الذي أُجريت عملية الطباعة المزدوجة أسفله». وادعى أيضًا: «كان لينوف مُعلقًا عبر أسلاك أو كابلات، بنفس الطريقة التي يطير بيها بيتر بان أعلى المسرح. ومع استخدام الإضاءة المناسبة في المسرح، تصبح هذه الأسلاك غير مرئية. ولكن كانت هناك انعكاسات ظاهرة على جزء صغير من السلك (أو الكابل) المربوط ببدلة لينوف الفضائية، عند مركز جاذبيته تقريبًا، في عدة لقطات من المقطع الروسي». ذكر مالان أيضًا بعض الأخطاء الأخرى في صور النشاط خارج المركبة، بما يشمل زوايا التصوير التي يستحيل تحقيقها من داخل غرفة الضغط، بالإضافة إلى ظهور انعكاس الشمس على زجاج خوذة لينوف «بشكل غريب، إذ كانت بيضاويةً طويلةً يقطعها خطان داكنان، ما يشير إلى أنه ضوء منتشر مثل الأضواء الكاشفة بالأستوديوهات».
كشف جيم أوبيرغ بوكالة ناسا عدم صحة الادعاء العام بتزييف الاتحاد السوفيتي لبعثاته الفضائية، وعلق على صور نشاط ليونوف خارج المركبة بأن مالان كان محقًا إلى حد ما؛ إذ يبدو أن الاتحاد السوفيتي قد أصدر صورًا لم تكن من الفضاء، ولكن ما زالت الصور الحقيقة موجودةً، وقد أجرى ليونوف نشاطًا خارج المركبة بالفعل: «كان السيد مالان محقًا عندما قال أن أغلب مقاطع سير ليونوف في الفضاء غير حقيقة. فهي لقطات صورت تحت الماء، ولقطات من مجموعات التدريب باستخدام أسلاك التعليق، ولقطات من عمليات المحاكاة والتدريبات. ولم يهتم الروس غالبًا بشرح مصادر هذه المقاطع. ولكن كان النشاط خارج المركبة نفسه حقيقيًا».
في عام 2004، علق ليونوف ناقدًا على هذه الادعاءات في كتاب أصدره مع زميله رائد الفضاء الأمريكي ديفيد سكوت: «ادعت العديد من التقارير الصحفية في الغرب لاحقًا أن إد وايت كان أول من يسير في الفضاء وأن عمليتي كانت مزيفةً؛ وأن المقطع خارج مركبة فوسخود 2 كان مصورًا في مختبر. واتُخذت هذا التقرير بشكل جاد لدرجة أن موسوعة غينيس للأرقام القياسية، على سبيل المثال، سجلت وايت لفترة من الوقت باعتباره أول من سار في الفضاء. ولم تتخذ ناسا أي خطوة لإنكار هذه الادعاءات الكاذبة».